# Torre de água Brooks Catsup Bottle

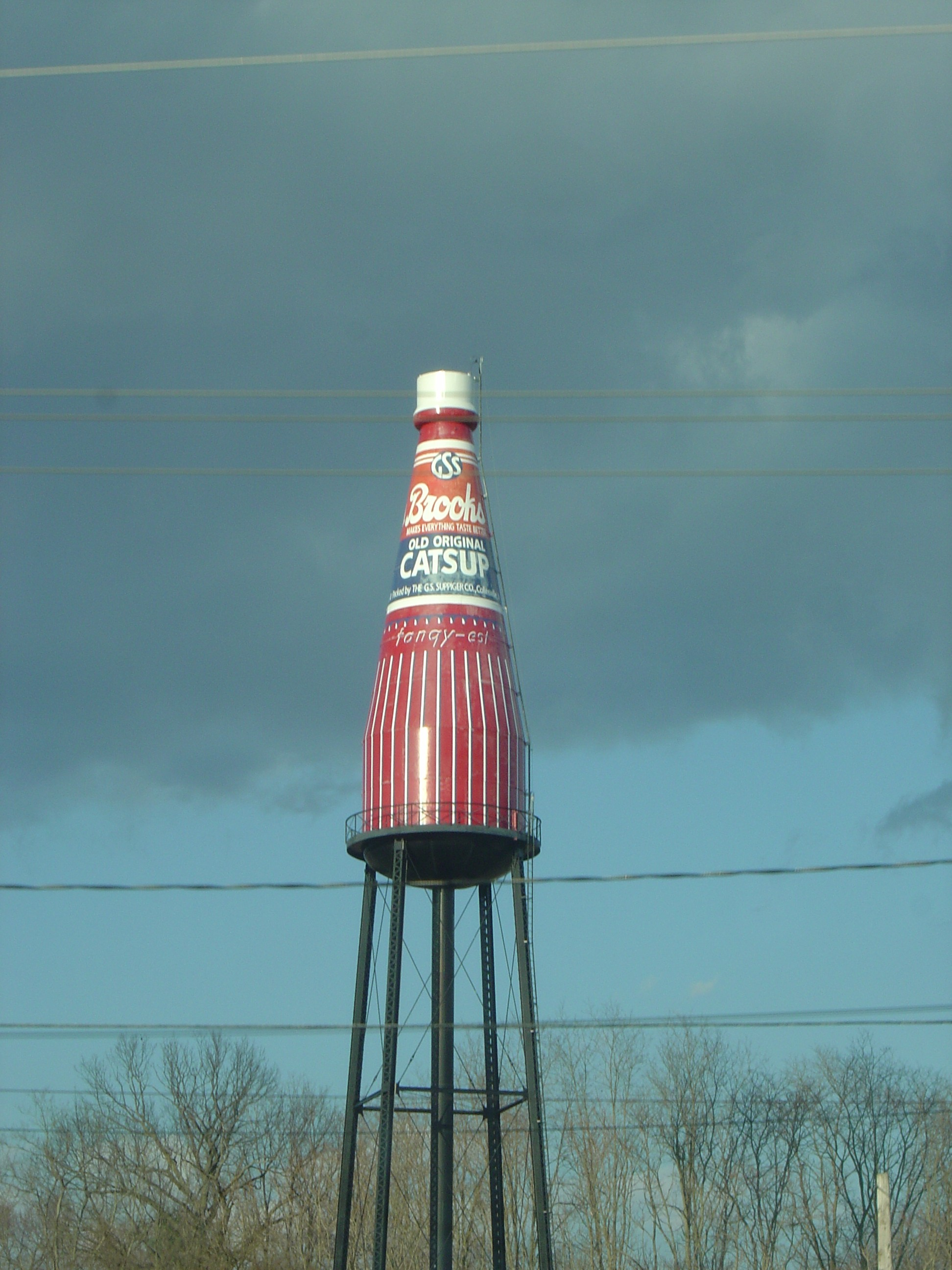
A Torre de água Brooks Catsup Bottle está às margens da U.S. Route 66

A Torre de água Brooks Catsup Bottle, com a marca registrada "The World's Largest Catsup Bottle" (A maior garrafa de Catchup do mundo), é uma torre de água ao sul de Collinsville, Illinois. Ela é considerada a maior garrafa de catchup do mundo. Como um excelente exemplo de arquitetura inovadora de meados do Século XX, ela está listada no Registo Nacional de Locais Históricos. A torre é mais notável em sua capacidade como um marco regional e como uma atração de beira de estrada.

## Construção
A torre de água foi construída em 1949 pela W.E. Caldwell Company. A torre foi construída para fornecer água à fábrica de catchups Brooks, de propriedade da G.S. Suppiger Company. Atribui-se ao presidente da empresa, Gerhart S. Suppiger, a sugestão de que a torre de água fosse projetada para se assemelhar a um dos frascos de catsup da empresa.

## Restauração
Em 1993, os proprietários da fábrica da Brooks, Curtice-Burns, Inc., prepararam-se para vender a propriedade. Ela ofereceu a torre de água para a cidade vizinha de Collinsville, mas a cidade se recusou a comprá-la devido ao alto custo projetado para reparos e restauração. Ao longo de dois anos, voluntários arrecadaram US$ 80.000 para "reparar, decapar e pintar" a estrutura envelhecida. O projeto foi concluído em junho de 1995 e a estrutura foi adicionada ao Registro Nacional de Lugares Históricos em agosto de 2002.